# 劉友仁
劉友仁（？—？年），字是成，號涵江，福建漳州府漳浦縣人，軍籍。明朝政治人物。

## 生平
正德五年（1510年）庚午科福建乡试舉人，九年（1514年）甲戌科二甲第四十名進士，初授南京户部主事，榷税淮安钞关，升礼部主客司郎中，历官黄州府知府，以母丧去职。起复衡州府，嘉靖九年调任广州府知府，十二年升湖广左参政，父喪去职。起补浙江右参政，调河南左参政，駐守南阳，嘉靖二十年（1541年）去职。

## 家族
原为莆田之涵头人，始祖刘均长仕元为漳浦县尉，因以家焉。高祖刘观，永乐時官宿州知州，父刘渊，封南京礼部郎中。母周氏，封宜人。弟刘友德，字是明，号虚所，正德八年举人，官太平知县。长子刘祥鹳，字应昌，号淮云，增广生，授州同；次子刘祥鹏，字应程，号思江，庠生；其次女婿陈一洙，字国璜，号景山，万历五年（1577年）进士，官四川按察使。刘友仁的曾孙刘履丁，书画家。